# 鳥飼重和
鳥飼 重和（とりかい しげかず、1947年3月12日 -）は、日本の弁護士。日本初のタックスロイヤー。鳥飼総合法律事務所代表。第二東京弁護士会所属。
ユナイテッド・スーパーマーケット・ホールディングス（USMH）社外取締役、株式会社ムラコシホールディングス社外取締役、株式会社野村資産承継研究所 法律顧問、KODAMA国際教育財団 理事、明海大学理事。
元内部統制研究学会会長、元日本税理士会連合会顧問。

## 来歴
福岡県出身。中央大学法学部卒。税理士事務所勤務後、司法試験に合格し、弁護士登録。1994年（平成6年）4月、鳥飼経営法律事務所(現 鳥飼総合法律事務所)を創設。会社法を中心とした企業法務と税法を中心とした税務訴訟を業務の中核としている。
主要な社会的役割としては、税法分野では日本税理士会連合会の顧問を、会社法分野では内部統制研究学会の二代目会長を歴任した。
新人時代に、不動産M&Aの案件を通して企業法務における税法の重要性を痛感し、税理士対象の研修や税理士団体での経験を基に、税務訴訟の分野で活躍、日本初のタックスロイヤーと呼ばれるようになる。訴訟にも強く、行政が相手となる困難な税務訴訟分野において2008年は８事件中７件勝訴と、圧倒的な実績を誇る。最近のテーマは、「戦わずして勝つ、戦っても勝つ」税務実務の実現。経営法務の領域に活動を広げ、弁護士として100％勝ってもおかしくない戦略をいかに組むか、という経営者の参謀としての姿勢を重要視し、企業のリスク管理などの分野でも活躍している。
現役弁護士として活躍するとともに、後進の育成や企業の経営能力強化にも注力しており、多くのセミナー・講演を行っている。現在は、100回を超えたポッドキャスト番組　『鳥飼重和の企業参謀の条件～日本一の税務弁護士が語り尽くします！～』を配信している。

## 法曹界での活動

### 業務分野
専門分野は、企業経営、M&A、税務、事業承継・相続、コンプライアンス。
税務分野では、タックスプランニング、税務調査対応、税務紛争を中心に、企業法務分野では、会社・法人法務の相談業務だけでなく 危機管理対応、知的財産・ＩＴ・ビジネスモデル特許、内部統制システム・コンプライアンスに取り組む。
自身の弁護士活動に加え後進育成にも熱心であり、特に弁護士・税理士などの士業、コンサルタント等との協力関係を構築する境界領域の業務の構築に力を入れている。日本経営税務法務研究会会長として2013年10月から、納税者の視点から法律に基づく適正な税務調査の実現による税務実務全体の改革を目指した税理士・弁護士対象の「税務調査士」資格認定を開始し、2019年までの累計参加者は440名を超えている。税務調査士の資格が浸透することに、「法律に強い税理士」と「税務に強い弁護士」を合体させた、納税者のための最強の“ガンダム”を創りたいと語っている。

### 評判
2003年に開始された日本経済新聞社が調査している「企業が選ぶ弁護士ランキング」では、開始から5年連続で「企業法務部門」でランク入りした。同調査は、税務部門に関する調査が不定期に行われており、1回目の2013年実施調査では企業票及び企業票・弁護士票の両方で「税務部門」1位、2回目の2016年調査では企業票・弁護士票の総合ランキング税務部門1位、企業票の税務部門2位であった。2017年調査では「金融・ファイナンス」分野3位となった。2021年「企業法務税務・弁護士調査」で「税務部門」2位となった。2024年調査では「税務部門」総合ランキング2位となった。

## 人物
企業経営者からの信頼が厚く、公私ともに幅広い交友関係を持つ。鳥飼総合法律事務所が発行している企業法務や最新動向等を伝える情報誌「TORIKAI TIMES」の対談には、弁護士の「師」であり目標の弁護士像と語る久保利英明弁護士、「大島淳一」の名前で翻訳し日本にマーフィーの潜在意識の法則を紹介した故渡部昇一氏等、交流のある多くの著名人が登場している。
安岡正篤、アンドリュー・カーネギーを尊敬しており、信条は「喜神に導かれ、何があっても上り坂」。人々に夢や希望を届けるサンタクロースのような存在を目指している。本人をモデルにした鳥飼サンタというキャラクターがおり、発行しているメールマガジン「鳥飼サンタの人生の種まき」でもタイトルにサンタが使用されている。

## メディア出演・掲載
- 日本経済新聞電子版「弁護士ランキング（日経企業法務税務・弁護士調査）」（2024年12月）
- 月刊実務経営ニュース2024年12月号
- 弁護士ドットコムニュース（2024年6月6日記事、「『何でもやります』は仕事来ない」弁護士の専門性、尖るほど他分野の依頼も　鳥飼重和×山岡裕明【弁護士対談】）
- 日本経済新聞電子版（2023年11月、「司法試験に落ちた君へ　18連敗から逆転、税務弁護士の雄 法務インサイド　司法試験に落ちた君へ（上）」）
- 月刊実務経営ニュース 2019年4月号
- 日本経営合理化協会：経営コラム「JMCAweb+社長のネット情報局」コラム（2018年11月 -）
- 帝国データバンク「帝国ニュース」巻頭言（2018年10月 -）
- TKC医業経営情報9月号（2012年9月、「高リスク時代の医業経営　“想定外”が事業継続を阻む」）
- メタルワングループ広報誌『Value One PLUS』（2011年1月発行、「鳥飼弁護士に聞く　内部統制の真実」）

## 著書

### 著作
- 『「考運」の法則』（同友館）
- 『豊潤なる企業―内部統制の真実』（清文社）
- 『豊潤なる未来の創造～元気がすべて～』（日本経営税務法務研究会）
- 『慌てない・もめない・負けない経営』（日本経営合理化協会出版局）
- 『幸せの順番』（TAC出版）
- 『法的思考が身に付く 実務に役立つ 印紙税の考え方と実践』（新日本法規出版）
- 『迷ったときに開く　実務に活かす印紙税の実践と応用』（新日本法規出版）
- 『株主総会の財務会計に関する想定問答―取締役・監査役必携』（清文社）
- 『株主総会の議長・答弁役員に必要なノウハウ』（商事法務）
- 『リーガルマインド養成講座』（商事法務）
- 『税理士事務所のリスク対策』（六法出版社）
- 『わかりやすい株主代表訴訟』（オーエス出版）
- 『稼げる弁護士になる方法』（すばる舎リンケージ）
- 『ここでしか教えない!「稼げる」弁護士になる方法』（すばる舎）
- 『経営に活かす株主総会の実務 投資家目線の活用を考える』鳥飼総合法律事務所 (著), 鳥飼 重和 (著, 編集), 中西 敏和 (著, 編集)（新日本法規）
- 『プロが教える!中小企業の新「会社法」対策Q&A135問135答』鳥飼 重和 (著), 内田 久美子 (著)（TAC出版）
- 『監査役の社会的使命と法的責任』鳥飼 重和 (著), 吉田 良夫 (著)（清文社）
- 『遵法経営―コーポレートガバナンス３』田原 睦夫 (著), 鳥飼 重和 (著), 堀 龍児 (著), 玉造 敏夫 (著), 久保利 英明 (著), 奥島 孝康 (編集)（金融財政事情研究会）
- 『公益法人・一般法人のQ&A―運営・会計・税務』中田 ちず子 (監修), 稲葉 威雄(著), 鳥飼 重和(著)（大蔵財務協会）
- 『税理士の専門家責任とトラブル未然防止策―法的責任から賠償訴訟の対応まで』鳥飼 重和 (著), 齋藤 和助 (著)（清文社）
- 『内部統制時代の役員責任』鳥飼 重和  (著), 青戸 理成  (著)（商事法務）
- 『経営承継円滑化法と民法特例の法実務』（清文社）
- 『新会社法適用 定款変更と企業防衛対策の実務』鳥飼 重和 (著), 松本 賢人  (著), 青戸 理成 (著), 権田 修一  (著), 福崎 剛志  (著)（清文社）
- 『定款作成・変更の手引―株式会社・有限会社』（新日本法規出版）
- 『非公開会社のための新会社法 (日本語) 』鳥飼 重和  (著), 小出 一郎  (著), 村瀬 孝子 (著), 高田 剛  (著), 内田 久美子 (著)（商事法務）
- 『新公益法人制度における公益認定と役員の責任』（商事法務）
- 『公益認定に迷わないためのガイドライン―公益法人の理事のために』（商事法務）
- 『コーポレート・ガバナンスの商法改正―株式代表訴訟の見直し』太田 誠一  (著), 鳥飼 重和  (著), 片田 哲也  (著)（商事法務）
- 『経営者・経営幹部・法務担当者のための新債権法読本』鳥飼 重和 (著), 中村 隆夫 (著)（清文社）
- 『経営者に必要な会計知識』（商事法務研究会）
- 『税理士事務所経営ノウハウ 成長への戦略―クライアント創出・パラダイム変換・損害賠償責任対策』鳥飼 重和  (著), 楠本 浩  (著), 棚橋 隆司  (著)（清文社）
- 『税理士事務所のリスク対策』鳥飼 重和  (著), 本郷 尚 (著), 実藤 秀志 (著)（六法出版社）
- 『新版・税理士ビッグバン 税理士事務所生き残り100の新戦術』鳥飼 重和  (著), 本郷 孔洋  (著)（清文社）
- 『税理士ビッグバン―税理士事務所生き残りのカウントダウンが始まった! 鳥飼 重和  (著), 本郷 孔洋  (著)（清文社）
- 『Q&A政治献金と株主総会対応』（商事法務）

### 監修・校閲
- 『社長のための残業時間規制対策』鳥飼総合法律事務所, 鳥飼重和, 小島健一 (監修)（日本経済新聞社出版）
- 『内部統制の法的責任に関する研究』町田 祥弘 (著), 鳥飼 重和 (監修)（日本公認会計士協会出版局）
- 『合併・分割―法務・税務・会計のすべて (実践企業組織改革①) 』鳥飼総合法律事務所 (著), 渡辺公認会計士事務所 (著), 大野木公認会計士事務所 (著), 大野木 孝之 (監修), 鳥飼 重和(監修)（税務経理協会）
- 『株式交換移転・営業譲渡―法務・税務・会計のすべて (実践企業組織改革②) 』鳥飼総合法律事務所 (著), 渡辺公認会計士事務所 (著), 大野木公認会計士事務所 (著), 大野木 孝之 (監修), 鳥飼 重和(監修)（税務経理協会）
- 『違法ダウンロードで逮捕されないための改正著作権法』鳥飼総合法律事務所 (著), 鳥飼重和 (監修)（浅い日新聞出版）
- 『その「つぶやき」は犯罪です: 知らないとマズいネットの法律知識』神田 芳明 (著), 前田 恵美 (著), 深澤 諭史 (著), 香西 駿一郎 (著), 鳥飼 重和 (監修)（新潮社）
- 『使う？使わない？ 新・事業承継税制の活用法と落とし穴　平成30年度税制改正』西中間 浩 (著), 小西 功朗 (著), 宇治 圭 (著), 鳥飼 重和 (監修)（新日本法規出版）
- 『知らないではすまされない インターネット利用の心得 ケーススタディ』香西 駿一郎 (著), 神田 芳明 (著), 深澤 諭史 (著), 鳥飼 重和 (監修)（きんざい）
- 『知らなかったでは済まされない 取締役・執行役員の責任』島村 昌孝  (著), 鳥飼 重和 (監修)（インターワーク出版）
- 『「知らなかった」では済まされない監査役の仕事』島村 昌孝  (著), 鳥飼 重和 (監修)（インターワーク出版）
- 『「知らなかった」では済まされない会社役員の違法行為』島村 昌孝  (著), 鳥飼 重和 (監修)（インターワーク出版）
- 『税理士の業務・権限・責任―新税理士法の体系とその解釈』鳥飼 重和 (監修), 内田 久美子 (編集)（中央経済社）
- 『取締役のプロフェッショナリティー』全米取締役協会 (著), 鳥飼 重和 (校閲)（六法出版社）